# Liste der italienischen Botschafter in Griechenland
Die Liste umfasst die italienischen Diplomaten, die in Griechenland als Gesandter oder Botschafter akkreditiert waren.

## Amtsinhaber
| Beginn der Amtszeit | Ende der Amtszeit | Amtsinhaber                      | Anmerkung                               |
| ------------------- | ----------------- | -------------------------------- | --------------------------------------- |
| 1861                | 1863              | Terenzio Mamiani                 | Gesandter                               |
| 1863                | 1866              | N.N.                             |                                         |
| 1866                | 1866              | Terenzio Mamiani                 | Gesandter                               |
| 1866                | 1871              | N.N.                             |                                         |
| 1871                | 1876              | Giovanni Antonio Migliorati      | Gesandter                               |
| 1876                | 1887              | N.N.                             |                                         |
| 1887                | 1894              | Alessandro Fè d’Ostiani          | Gesandter                               |
| 1894                | 1904              | N.N.                             |                                         |
| 1904                | 1905              | Giulio Silvestrelli              | Gesandter                               |
| 1905                | 1913              | N. N.                            |                                         |
| 1913                | 1918              | Alessandro De Bosdari            | Gesandter                               |
| 1919                | 1923              | Giulio Cesare Montagna           | Ministre plénipotentiaire               |
| 1923                | 1924              | Domenico de Facendis             | Geschäftsträger                         |
| 1923                | 1939              | N.N.                             |                                         |
| 1939                | 1940              | Emanuele Grazzi                  | Ministre plénipotentiaire               |
| 1941                | 1943              | Pellegrino Ghigi                 | Bevollmächtigter der Auslandsvertretung |
| 1943                | 1946              | N.N.                             |                                         |
| 1946                | 1949              | Ricotti Sidney Prina             | Botschafter                             |
| 1949                | 1954              | N.N.                             |                                         |
| 1954                | 1958              | Casto Caruso                     | Botschafter                             |
| 1958                | 1964              | N.N.                             |                                         |
| 1964                | 1969              | Mario Conti                      | Botschafter                             |
| 1969                | 1973              | Giovanni D’Orlandi               | Botschafter                             |
| 1973                | 1977              | Luigi Valdettaro della Rocchetta | Botschafter                             |
| 1978                | 1979              | Mario Franzi                     | Botschafter                             |
| 1979                | 1983              | Remo Paolini                     | Botschafter                             |
| 1983                | 1989              | Marco Pisa                       | Botschafter                             |
| 1989                | 1991              | Michelangelo Jacobucci           | Botschafter                             |
| 1991                | 1995              | Giovanni Dominedò                | Botschafter                             |
| 1995                | 1999              | Enrico Pietromarchi              | Botschafter                             |
| 1999                | 2003              | Agostino Mathis                  | Botschafter                             |
| 2003                | 2005              | Gian Paolo Cavarai               | Botschafter                             |
| 2005                | 2010              | N.N.                             |                                         |
| 2010                | 2012              | Gianpaolo Scarante               | Botschafter                             |
| 2012                | 2015              | Claudio Glaentzer                | Botschafter                             |
| 2015                | 2020              | Efisio Luigi Marras              | Botschafter                             |
| 2020                |                   | Patrizia Falcinelli              | Botschafter                             |